# Sulayman Masanneh Ceesay
Alhaji Sulayman Masanneh „SMC“ Ceesay (* 23. November 1939 in Bathurst; † 9. Mai 2015 in Serekunda) war ein Politiker im westafrikanischen Staat Gambia.

## Leben
Als Sohn des Gewerkschaftsfunktionärs Dodou MM Ceesay und Ellen King kam Ceeaay 1939 in Bathurst zur Welt. Er diente in allen fünf Divisionen (heute Regionen) als Divisional Commissioner (DC). Später war er im Landwirtschaftsministerium tätig und wurde dann 1982 zum Staatssekretär im Gesundheitsministerium befördert. Ceesay war von September 2003 bis Mai 2004 Innenminister (Minister of Interior, Local Government and Lands and Religious Affairs) im Kabinett Yahya Jammehs.
Er verstarb 2015 nach kurzer Krankheit und wurde auf dem Old Jeshwang Muslim Cemetery bestattet. Er hinterließ zwei Frauen, darunter Fatoumatta Jahumpa-Ceesay, die auch politisch in Gambia tätig ist.